# Rue Ballu
Pour les articles homonymes, voir Ballu.
La rue Ballu est une voie du 9e arrondissement de Paris, en France. 

## Situation et accès
La rue Ballu est une voie publique située dans le 9e arrondissement de Paris. Longue de 274 mètres, elle débute au 55, rue Blanche et se termine au 72, rue de Clichy.
Le quartier est desservi par la ligne 2 aux stations Place de Clichy et Blanche. Les trains de la ligne 13 circulent également à la station Place de Clichy.

## Origine du nom

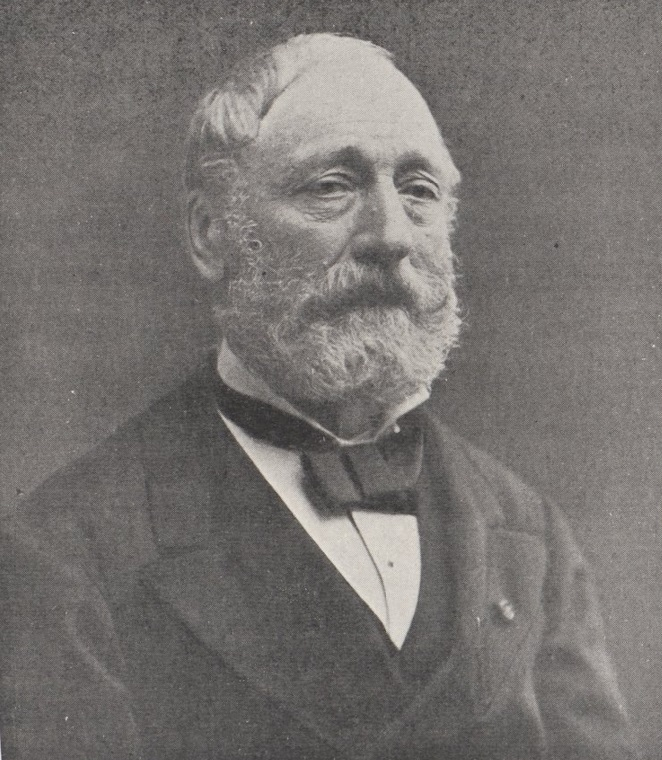
Théodore Ballu.

Elle porte le nom de l'architecte Théodore Ballu, qui conduisit (avec son confrère Édouard Deperthes) la reconstruction de l'hôtel de ville de Paris et qui fut l'architecte de l'église de la Trinité toute proche.

## Historique
En 1841, les frères Greffulhe et Paul de Ségur sont autorisés à créer un lotissement sur leurs terrains (ancien domaine du Pavillon La Bouëxière, devenu en 1826 le Nouveau Tivoli). 
La rue est ouverte sous le nom de « rue de Boulogne » puis est renommée « rue Ballu »  par l'arrêté du 20 juillet 1886.

## Bâtiments remarquables et lieux de mémoire

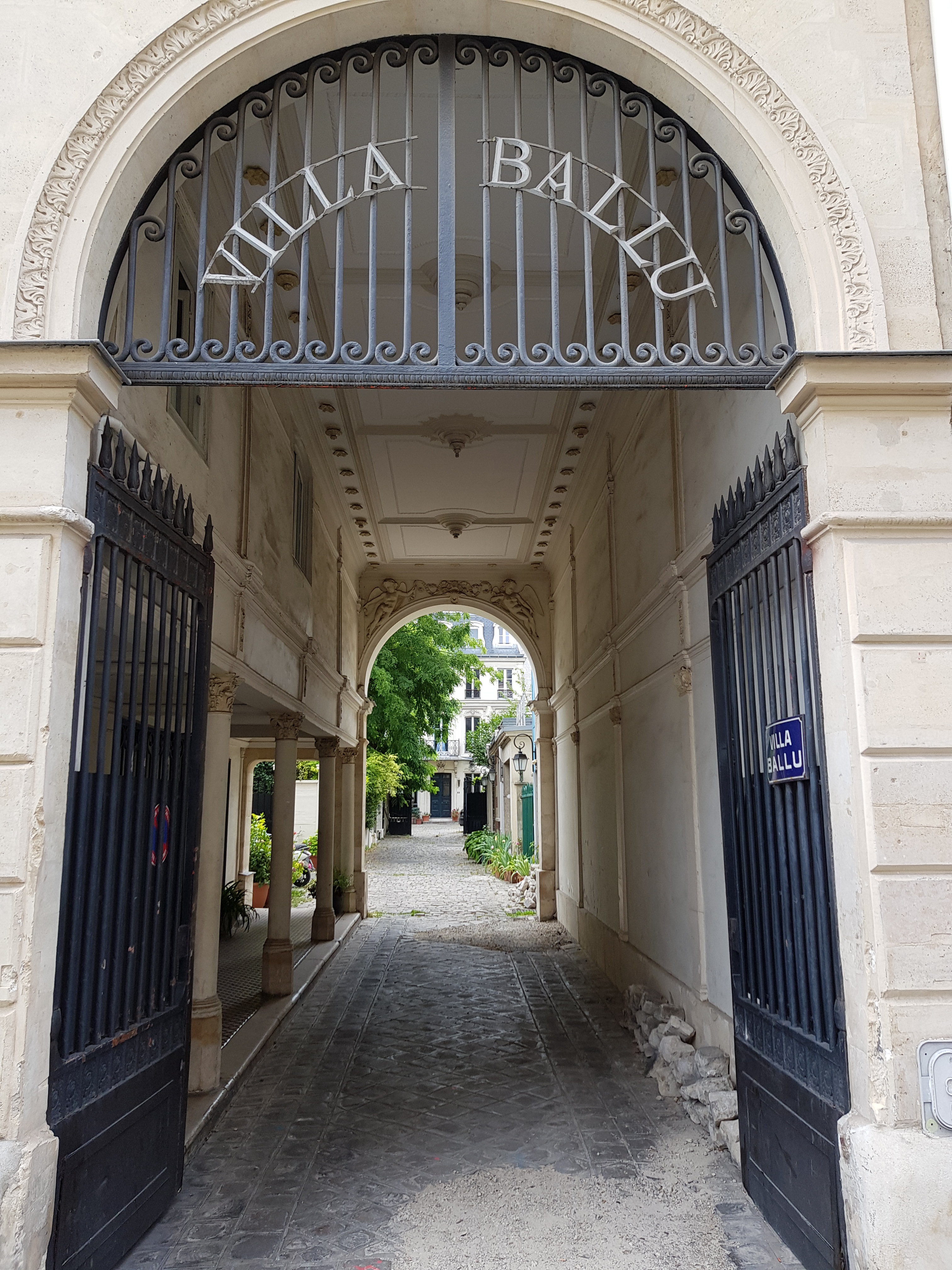
Entrée de la villa Ballu.

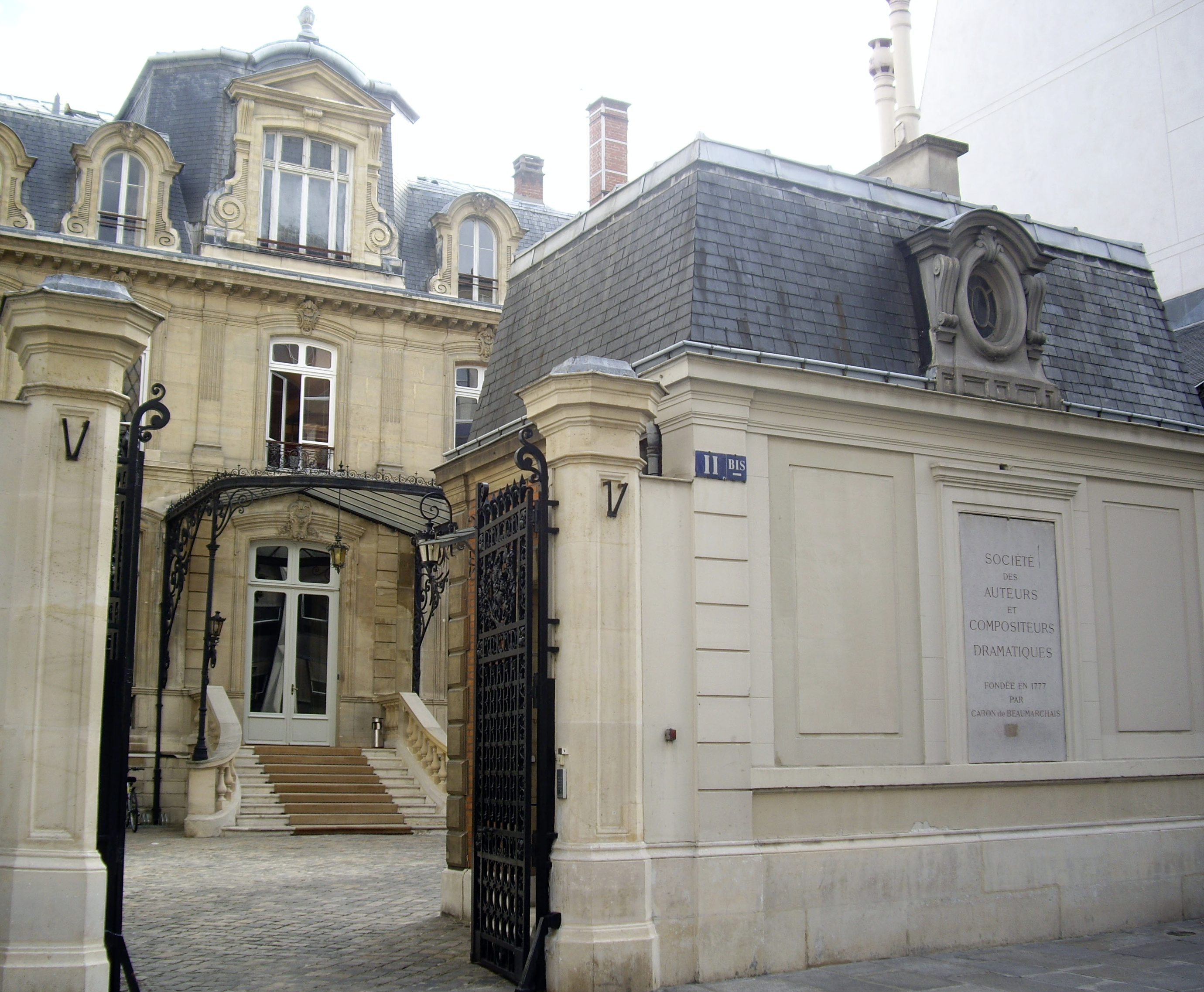
No 11 bis : hôtel Blémont (Société des Auteurs et Compositeurs Dramatiques).

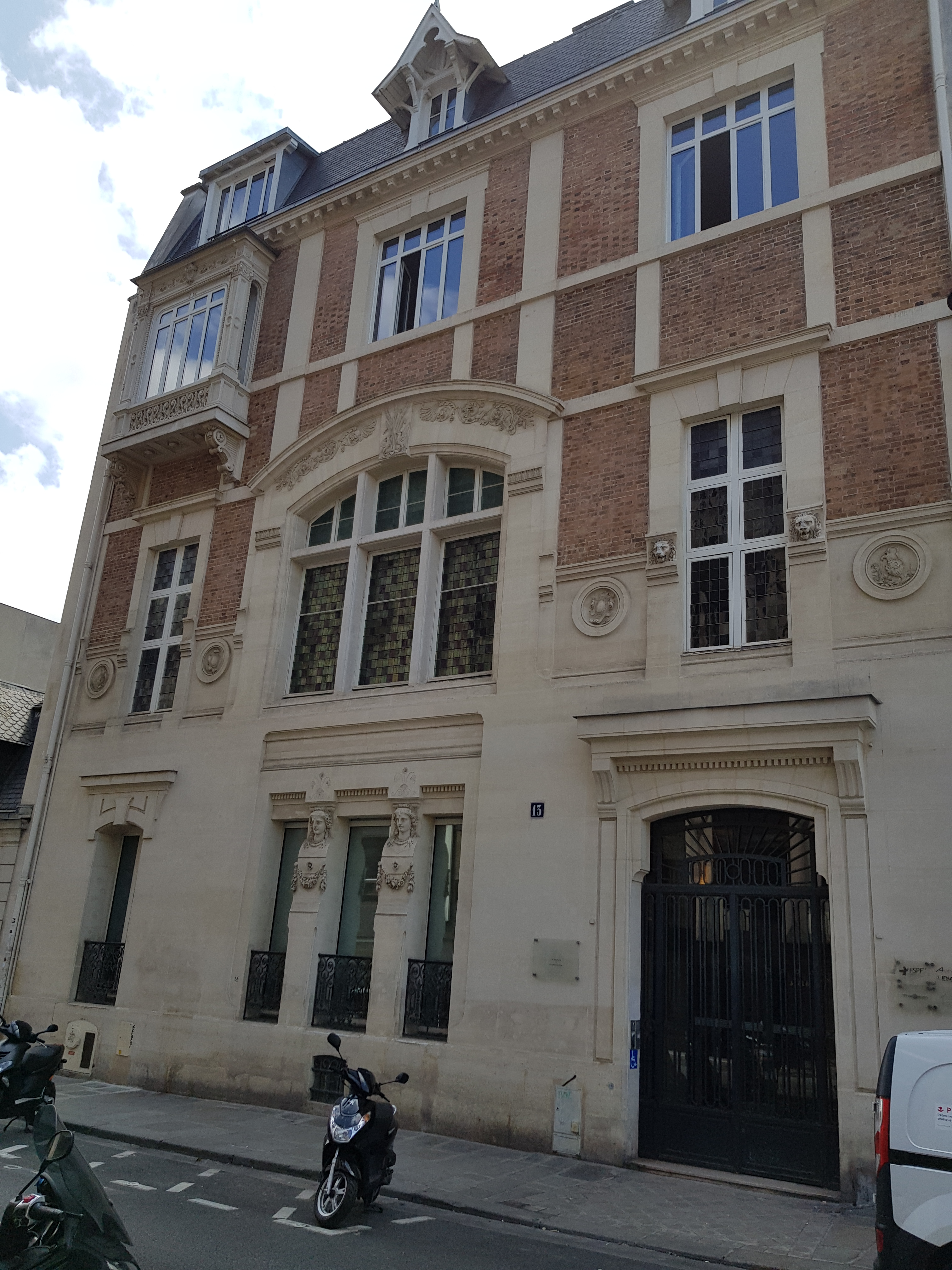
No 13.

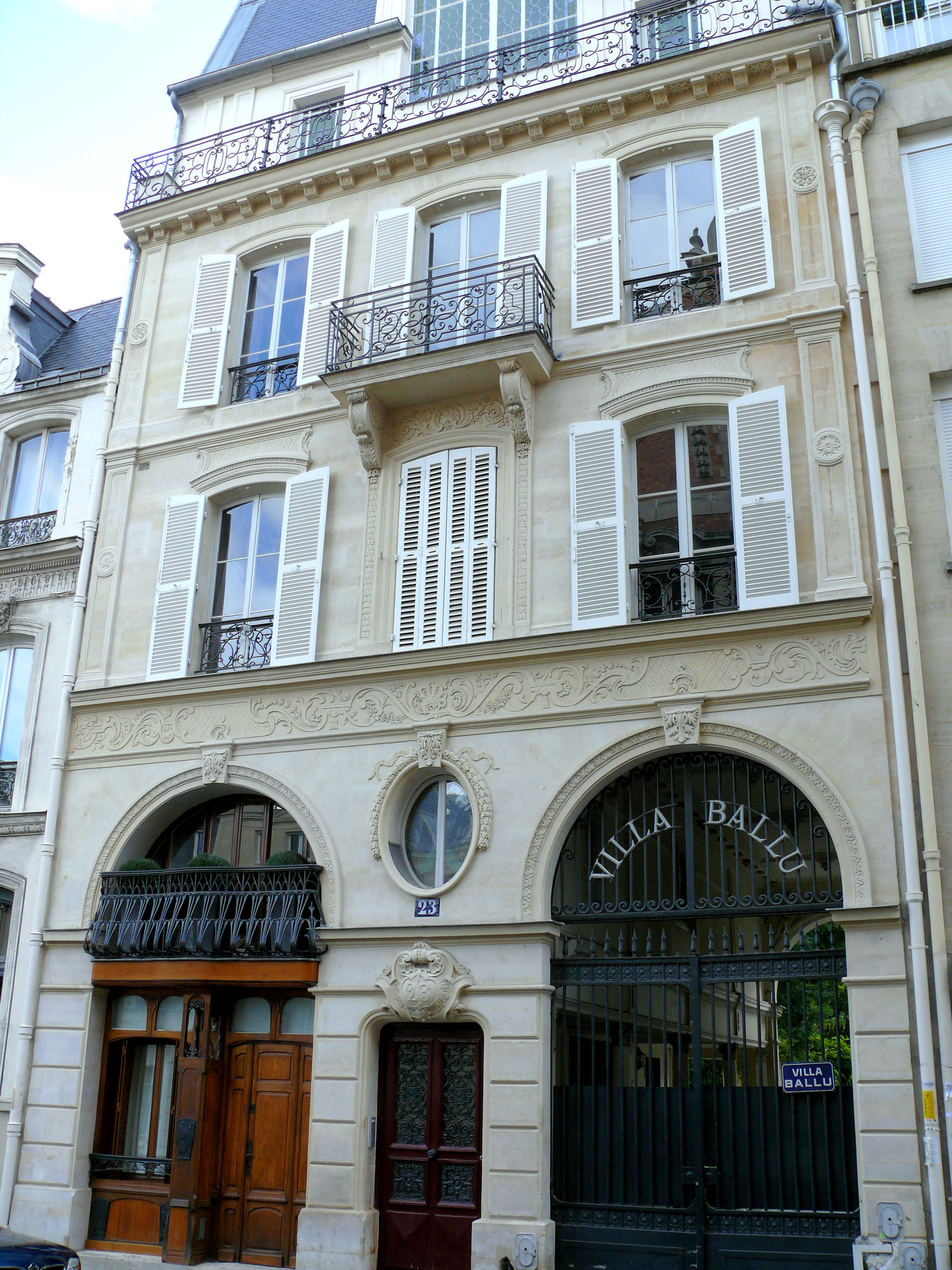
No 23.

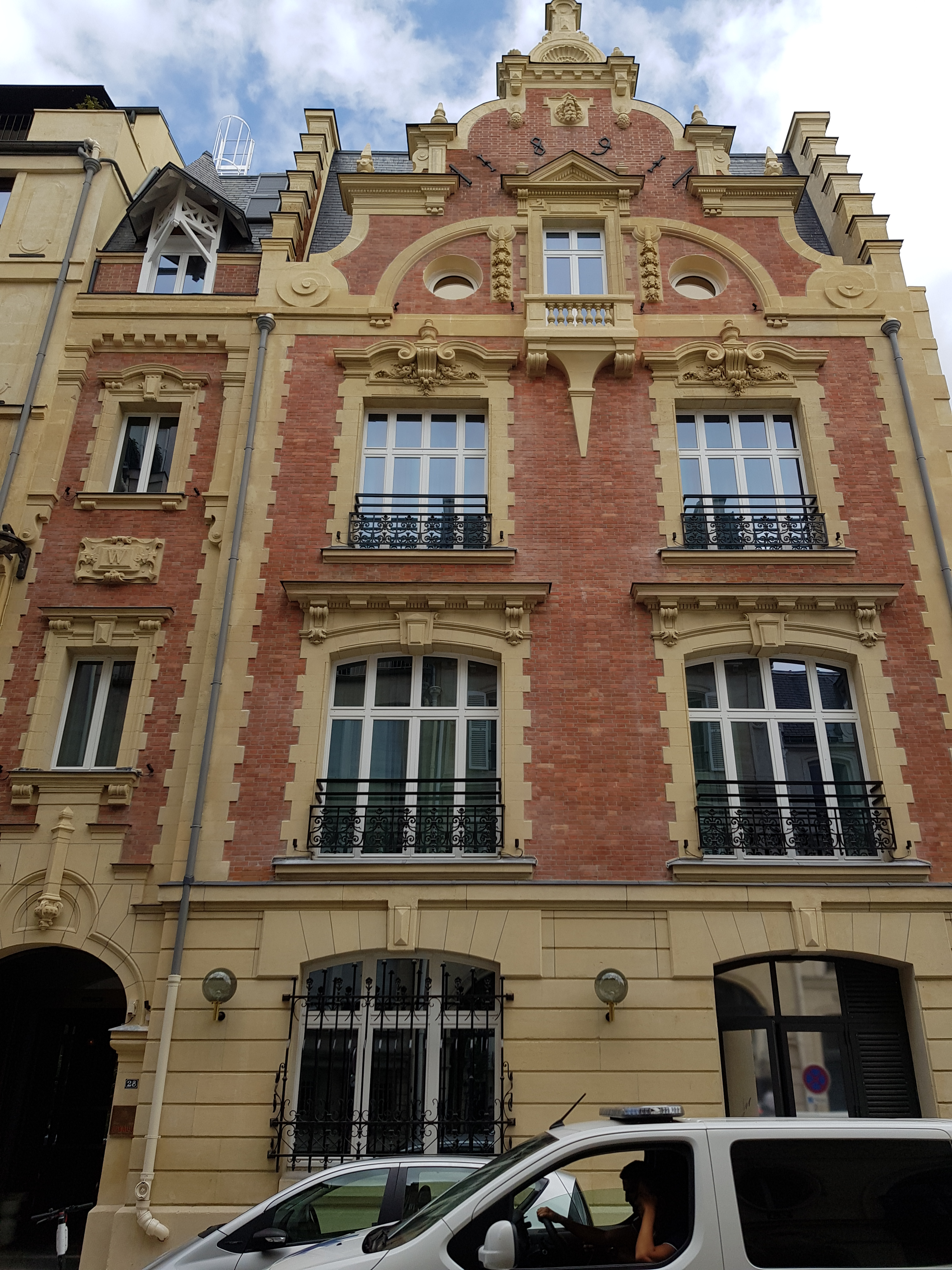
No 28.

- No 1 : le cinéaste et homme de théâtre français Jean-Paul Le Chanois (1909-1985) y est né[2].
- Nos 5-7 : construit en 1868 par Brevet[3].
- No 6 : plaque commémorative en mémoire du compositeur Claude Terrasse, qui y avait son atelier, et où fut créée Ubu roi comme spectacle de marionnettes, le 20 janvier 1898.

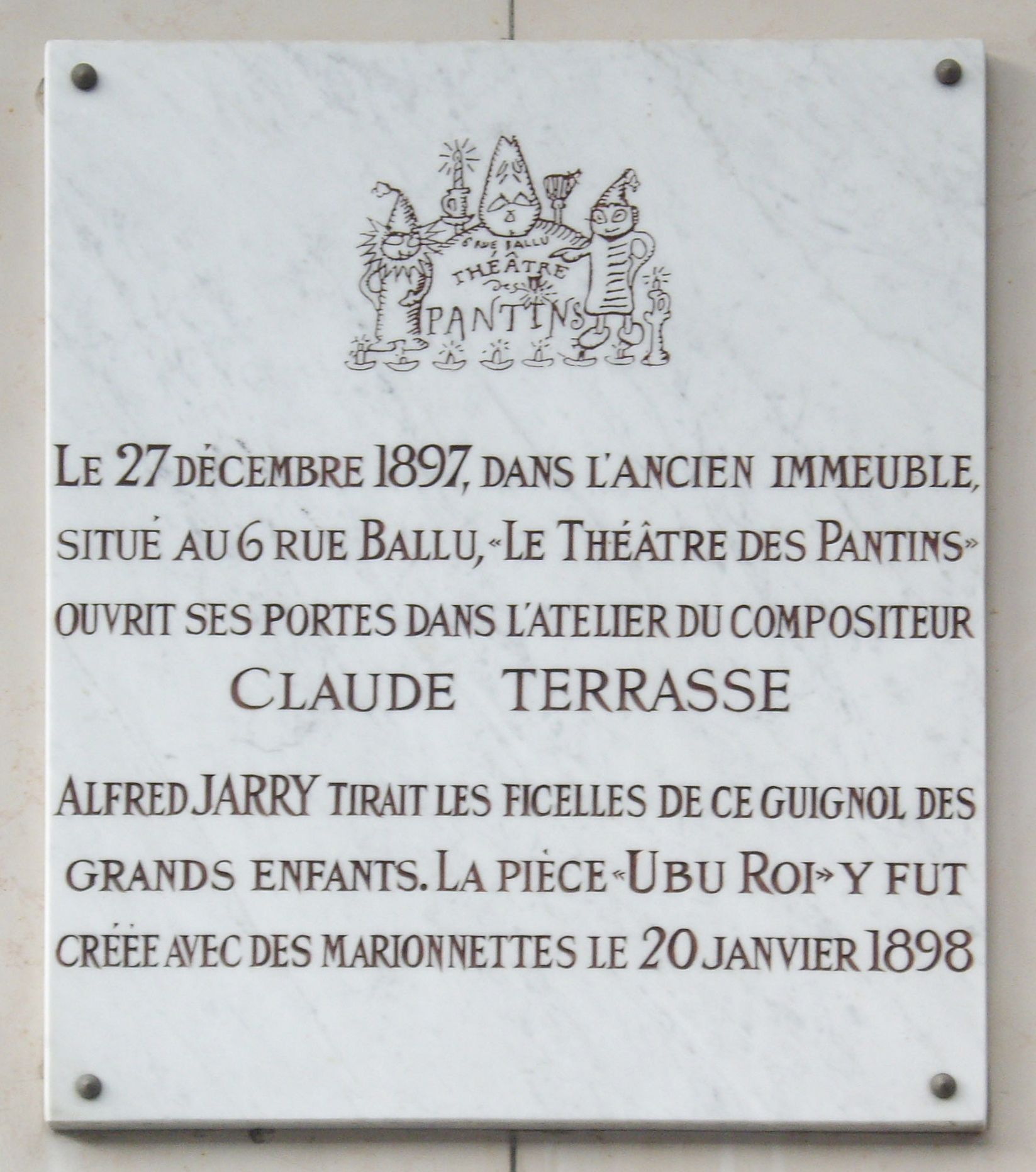
Plaque au no 6.

- No 9 : ancien hôtel particulier, appartenant dans les années 1910 à l’ingénieur Godard-Desmarets, qui y vit en famille. Il s’y déroule, en 1913, une « affaire des plus mystérieuses » : le gardien des lieux y est retrouvé ligoté, prétendant avoir été attaqué trois jours auparavant par trois individus masqués. L’affaire provoque une certaine émotion et une foule de curieux stationne devant l’entrée du no 9[4].
- No 11 bis : en 1858, Eugène Bertin fait construire un hôtel particulier avec un riche décor Louis XV et un jardin d'hiver. Il accueille, depuis 1930, la Société des auteurs et compositeurs dramatiques (SACD).
- No 13 : construit en 1868 par J. Amoudru[3].
- No 23 : en 1877, l’écrivain Émile Zola élit domicile à cette adresse, qui porte alors le nom de rue de Boulogne, où il va résider pendant douze ans. Outre ses amis anciens et ses nouveaux disciples, qui s’y réunissaient chaque jeudi soir, il y accueillit l’élite littéraire du monde entier[5]. En 1909, on y trouve une pharmacie[6], distribuant notamment les « pilules Pink pour personnes pâles », ayant guéri « d’innombrables cas d’anémie, de chlorose de jeunes filles, de maux d’estomac, migraines, névralgies, neurasthénie, irrégularités, troubles intimes »[7].
- No 23 : entrée de la villa Ballu, où le propriétaire, l'architecte Pigeory, a construit plusieurs demeures qu'il a revendues à une clientèle fortunée : le marquis de Custine, le comte de Feydeau de Brou, le banquier Grenouillet… Ensemble d’hôtels particuliers construit en 1854[3].
- No 25 : emplacement du siège de l’Union des aveugles de guerre (UAG) entre 1923 et 1936[8].
- Nos 28-30 : ancien hôtel particulier de style Renaissance à pignon hollandais construit en 1891 par l’architecte Gaston Dézermaux pour le peintre Charles Wislin (1852-1932)[9]. On peut observer entre le premier et le second étage, au-dessus de l’entrée, la lettre W, rappelant le nom de son propriétaire initial. L'hôtel est documenté dans la revue La Construction moderne en 1892[10]. On y trouve depuis 2019 un hôtel de tourisme, l'hôtel Ballu.
- No 36 : en 1904, les deux sœurs musiciennes Lili Boulanger (1893-1918) et Nadia Boulanger (1887-1979) s’installent dans un grand appartement situé au 4e étage de cet immeuble, dont l’adresse est aujourd’hui 3, place Lili-et-Nadia-Boulanger[11].